# Clynnog Fawr
Clynnog Fawr (oft kurz Clynnog) ist ein Dorf und eine Community an der Nordküste der Lleyn-Halbinsel in Gwynedd im Nordwesten von Wales.

## Geographie
Clynnog Fawr liegt an der A499 zwischen Caernarfon und Pwllheli. Im Süden erheben sich einige Hügel bei Gyrn Goch bis auf 400 m Höhe (Bwlch Mawr). Clyynog selbst liegt in dem schmalen Streifen der Küstenebene, der sich von dort nach Norden zum Landesinnern weitet. Die nächsten Siedlungen östlich von Clynnog sind Capeluchaf und Tai'n Lon. Im Norden schließen sich Aberdesach und Pontllyfni an. Vor allem das Hinterland ist durch ein Netz von Hecken und kleinen Bächen gegliedert. Die Bevölkerung wurde 2022 mit 959 Einwohnern angegeben. Zur Community gehört eine Fläche von 4.551 ha (17,57 mi²). Ortsbildbestimmend ist die  Pfarrkirche St. Beuno, die für den Ort überdimensioniert erscheint. Sie ist dem Heiligen Beuno geweiht.

## Geschichte
Das Portal Tomb von Bachwen liegt 200 m westlich von Clynnog-fawr.
An der Stelle des Dorfes soll ein iroschttisches Kloster gestanden haben, dass im frühen 7. Jahrhundert von Beuno gegründet wurde. Clynnog bedeutet, wie auch das bretonische Quelneuc (Kelenneg) und das Gaelische Cuilneach: „Ort mit Stechpalmen“. Es entwickelte sich zu einem bedeutenden zentrum und einige Manuskripte des Welsh law verzeichnen, dass der Abt von Clynnog einen Sitz am Hof des Königs von Gwynedd hatte.

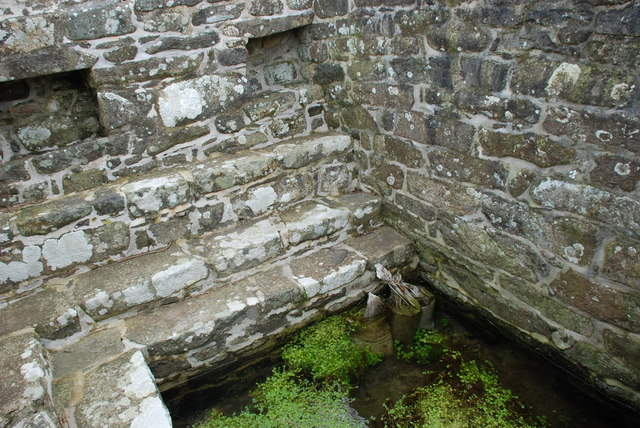
St Bueno's Well

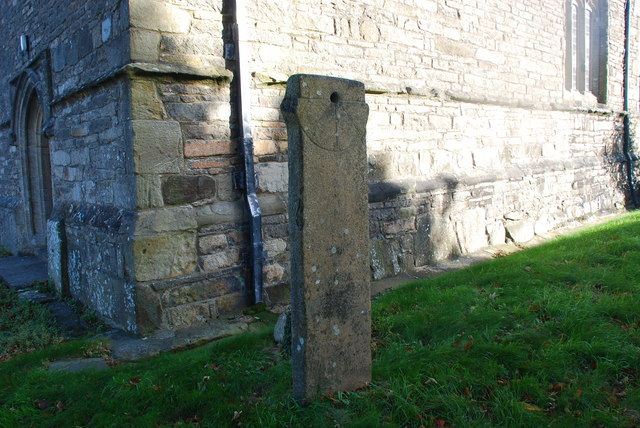
Das freistehende tide dial (Kanoniale Sonnenuhr) der Kirche.

Die Kirche wurde 978 von den Wikingern und später nochmals von den Normannen zerstört. Ende des 15. Jahrhunderts war sie eine collegiate church, eine von nur sechs Gemeinden dieses Typs in Wales. Sie war auch ein wichtiger Rastplatz für Pilger auf dem Weg nach Bardsey Island. Die Cyff Beuno, eine alte Holztruhe die aus einem einzigen Stück eines Espenstammes ausgehöhlt wurde und zur Aufbewahrung der Almosen diente, die die Pilger spendeten. Maen Beuno (Beunos Steine) zeigt Abdrücke, die als Abdrücke von Beunos Fingern bezeichnet werden. Im Kirchhof steht ein canonical sundial aus der Zeit zwischen dem 10. Jh. und dem frühen 12. Jahrhundert. Ffynnon Beuno (Beunos Quell) ist eine gefasste denkmalgeschützte Quelle (Grade II*) im Südwesten des Ortes.
Die Kirche ist auch heute noch ein wichtiger Streckenpunkt am North Wales Pilgrims Way.
Außerdem wurden in dem Gebiet mehrere Schlachten geschlagen, unter anderen die Battle of Bron yr Erw (1075), als Gruffydd ap Cynan erster Versuch König von Gwynedd zu werden von Trahern ap Caradog zurückgeschlagen wurde, und die Battle of Bryn Derwin (1255), als Llywelyn ap Gruffudd seine Brüder Owain Goch ap Gruffydd und Dafydd ap Gruffydd besiegte und dadurch der einzige Herrscher von Gwynedd wurde.

## Gesellschaft
In Clynnog gibt es ein Neighbourhood Policing Team (in Penygroes).
Der Clynnog Golf Club entstand kurz nach dem Ersten Weltkrieg und  löste sich bereits in den 1920ern wieder auf.
Der Clynnog Electoral Ward wählt einen Abgeordneten ins Gwynedd Council.

## Demographie
Seit 2001 ist die Bevölkerung in Clynnog angewachsen.
2022 konnten 69,7 % der Bevölkerung Walisisch sprechen.

## Persönlichkeiten
- Maurice Clennock (Morus Clynnog), katholischer Recusant und Leiter des Englischen Kollegs in Rom
- John Jones (Märtyrer), Heiliger, des 16. Jahrhunderts.